# Coccinula
Coccinula är ett släkte av skalbaggar som beskrevs av Theodosius Grigorievich Dobzhansky 1925. Coccinula ingår i familjen nyckelpigor.
Släktet innehåller bara arten Coccinula quatuordecimpustulata.

## Bildgalleri

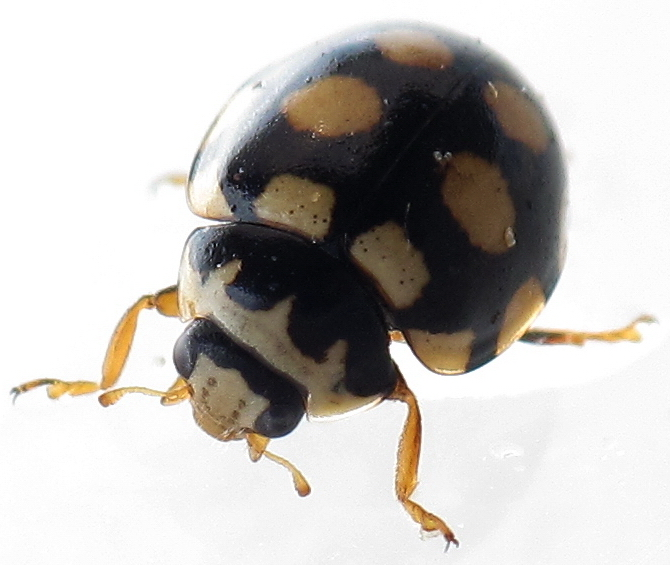
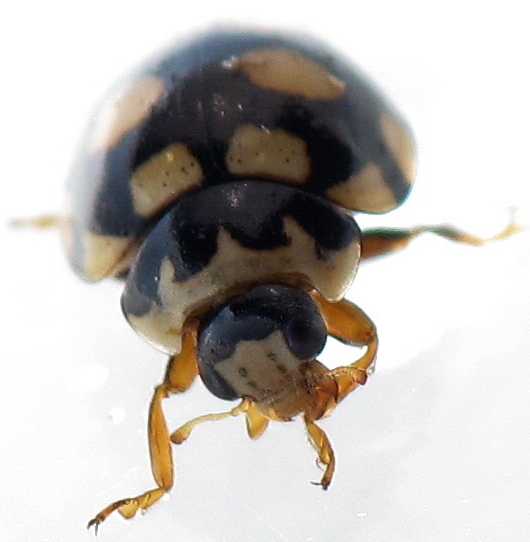
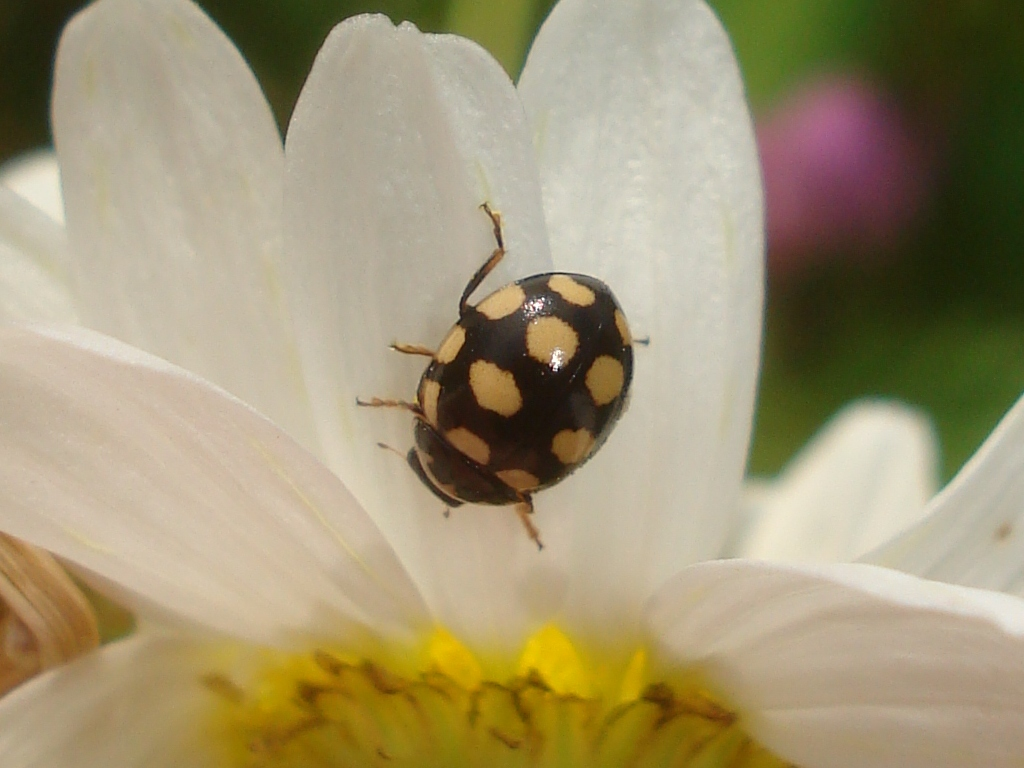
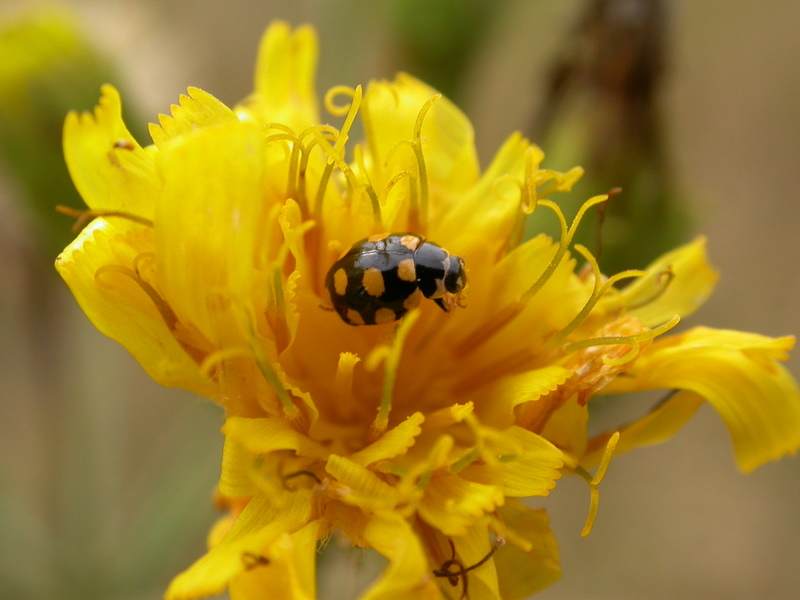
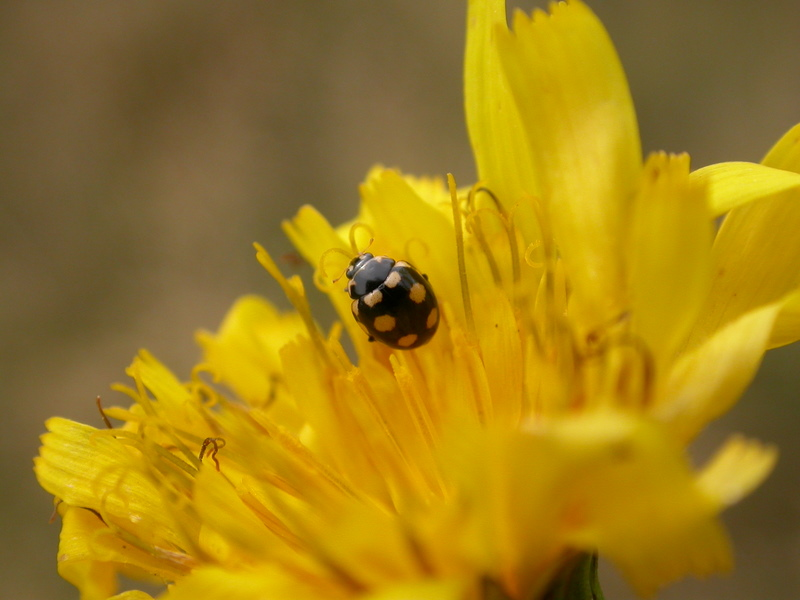
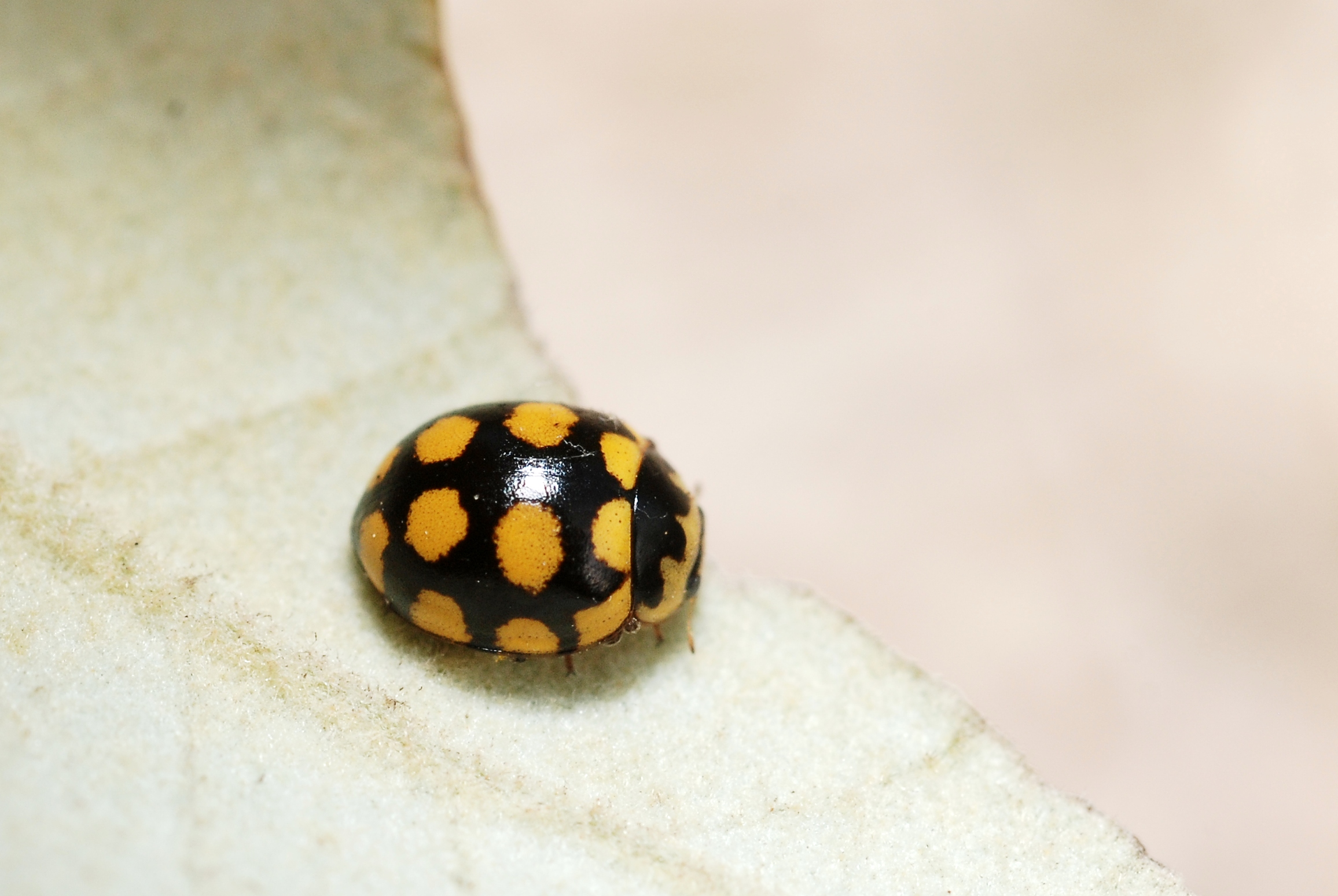